# Cottonwood, Alabama
Cottonwood är en kommun (town) i Houston County i Alabama. Vid 2010 års folkräkning hade Cottonwood 1 289 invånare.